# Карповка (Бакалинський район)
Ка́рповка (рос. Карповка, башк. Карповка) — село у складі Бакалинського району Башкортостану, Росія. Входить до складу Куштіряковської сільської ради.
Населення — 38 осіб (2010; 59 2002).
Національний склад:
- росіяни — 96 %